# Илко Стоянов
Илко Стоянов Стоянов е български юрист и политик.

## Биография
Роден е на 8 юни 1970 година в симитлийското село Брежани. Завършва право в Югозападния университет. Освен по право е магистър със специалности „Национална сигурност – управление при кризи и конфликти“ и „Здравен мениджмънт“. Женен, с едно дете.
Работи като адвокат. Съветник е в Общинския съвет в Благоевград в мандатите 2011 – 2015 година и 2015 – 2019 година. Заместник-кмет на община Петрич с ресор „Финанси, бюджет и общинска собственост“ в 2015 – 2019 година, година в качеството си на експерт.
На 1 февруари 2021 година Върховният административен съд прекратява предсрочно пълномощнията на Румен Томов като кмет на Благоевград, тъй като в едномесечен срок от встъпването му в длъжност не е заличил своя фирма от Търговския регистър, с което е нарушил разпоредба на Закона за местно самоуправление и местна администрация. На балотажа на предсрочните избори на 4 юли 2021 година Илко Стоянов, издигнат от Има такъв народ побеждава предишния кмет, издигнат от БСП Румен Томов и става кмет на Благоевград.
През април и юли 2021 година е избран за народен представител от Има такъв народ, но се отказва от мандата си.
Илко Стоянов има над десетгодишен опит в местното самоуправление. Два мандата общински съветник, като напуска общински съвет – Благоевград по собствено желание, след като органът не допуска провеждането на референдум или допитване по обществено значими въпроси за развитието на община Благоевград. През годините натрупва опит в кандидатстването и изпълнението на европейски проекти във всички сфери на обществения живот. Има натрупан опит в изготвянето и изпълнението на общински бюджети. Има над 25-годишен опит в различните сфери на правото, чрез работа в екип в адвокатското дружество, което управлява. Привърженик на тезата за децентрализация и много по-голяма независимост на местната власт от държавната. През 2022 година става първият кмет на община в България предложил ползването на незаетите общински жилища на украински бежанци.
На балотажа на местните избори на 5 ноември 2023 година губи с 800 гласа от опонента си Методи Байкушев.